# Bouvier (Rebsorte)
Bouvier ist eine Weißweinsorte, die hauptsächlich im österreichischen Burgenland angebaut wird. Die Trauben sind früh reif. Der Wein ist säurearm, besitzt ein leichtes Muskataroma und reift früh und wird häufig zur Jungwein- oder zur Prädikatsweinerzeugung verwendet.
In Deutschland wird sie unter dem Synonym „Findling“ in der Anbaustatistik geführt.

## Herkunft
Die Rebsorte Bouvier wurde vom gleichnamigen Bankier und Gutsbesitzer Clotar Bouvier (1853–1930) auf seinen Besitzungen im heute slowenischen Herzogberg (Hercegovščak) bei Oberradkersburg (heute Gornja Radgona) aus den Sorten Pinot und Gelber Muskateller gezüchtet. Durch Verkauf von Stecklingen verbreitete sich die Rebsorte im damaligen Österreich-Ungarn.

## Ampelografische Merkmale
- Die Triebspitze ist weißwollig behaart mit rotem Rand.
- Der Triebwuchs ist mittelstark.
- Das Blatt ist mittelgroß und besitzt drei bis fünf Blattlappen.
- Die Traube ist klein bis mittelgroß, lockerbeerig und hat mittelgroße Beeren mit dicker Schale und Muskatgeschmack. Beeren erreichen einen hohen Zuckergehalt.

Reife:
Die Trauben reifen sehr früh – August.

## Ertrag
Der Ertrag ist gering bis mittelhoch und unregelmäßig. Im Vergleich zu anderen Sorten ergeben die Trauben eine geringe Mostausbeute.

## Ansprüche
Die Sorte Bouvier benötigt tiefgründige, leichte bis mittelschwere, nährstoffreiche Böden und eine gute Wasserversorgung. Der Kalkgehalt des Bodes soll nicht zu hoch sein. Betreffend die Lage kann die Sorte auch in spätreifenden Lagen kultiviert werden.

## Wein
Die Weine sind säurearmen, haben ein feines Muskataroma. Jungweine reifen sehr rasch, altern aber in der Folge auch früher.
Die Trauben werden häufig für die österreichische Spezialität Sturm, einen trüben, teilweise vergorenen Most (siehe auch Federweißer) verwendet, oder zu frühreifen Jungweinen verarbeitet. Bei entsprechender Pflege eignen sich die Trauben aber auch für die Herstellung von Süßweinen, für die ein hoher Zuckergehalt erforderlich ist. Prädikatsweine aus Bouvier werden hauptsächlich um den Neusiedlersee erzeugt.

## Verbreitung
Die Sorte ist hauptsächlich in Österreich vertreten, wobei sie mit 216 ha etwa 0,7 % der gesamten Rebfläche umfasst. Weltweit liegt die Anbaufläche von Bouvier 2010 bei 250 ha.
Weiters ist die Sorte in Slowenien, Ungarn und der Slowakei, wobei sie in diesen Ländern eine untergeordnete Rolle spielt, vertreten. In Deutschland wird sie unter dem Synonym „Findling“ in der Anbaustatistik geführt.
| Land            | Rebfläche ha |
| --------------- | ------------ |
| Deutschland     | 25           |
| Rheinland-Pfalz | 13           |
| Mosel           | 12           |
| Rheinhessen     | 1            |
| Baden           | 12           |

## Vor- und Nachteile
Vorteile
- Die Trauben reifen sehr früh.
- Ist gut geeignet für die Erzeugung von Sturm (=Federweißer) und für Prädikatsweine.
- Man kann die Sorte auch in spätreifende Weinbaulagen pflanzen.

Nachteile
- Ist anfällig gegen Chlorose und Peronospora.
- Bei ungenügender Nährstoff- und Wasserversorgung geht das Triebwachstum stark zurück.

## Züchtungen
Als Kreuzungspartner ist „Bouvier“ bei folgenden Sorten verwendet worden:
Bianca, Edelsteiner, Oremusz, Romeo, Zenit, Zeus.

## Synonyme
Bela Ranina, Bela Ranka, Boouvierovo Grozno, Bouvier Blanc, Bouvier Precoce, Bouvier Traube Weisse, Bouvier Traube Weiss, Bouvierov Hrozen, Bouvierova Ranina, Bouvierovo Grozno, Bouvierovo Hrozno, Bouvierovo Ranina, Bouvierrebe, Bouviertraube, Bouviertraube Weisse, Bouvieruv Hrozen, Bouvijejeva Ranka, Bouvijerova Ranina, Bouvijerova Ranka, Bovije, Buveleova Ranka, Buvie, Buvierov Hrozen, Buvije, Buvijeova Ranina, Buvijeova Ranka, Buvijeva Ranka, Buvileova Ranka, Chasselas Bouvier, Findling, Hartig 384, Juliperle, Kimmig Kp 1, Precoce De Bouvier, Precoce De Bouvier Bianco, Precoce De Bouvier Blanc, Precoce Di Bouvier Bianco, Radgonska Ranina, Radgonska Ranina Bijela, Ragdonska Ranina Bela, Ranina, Ranina Bela, Ranka, Sasla Buvije.